# IJzerbedevaart

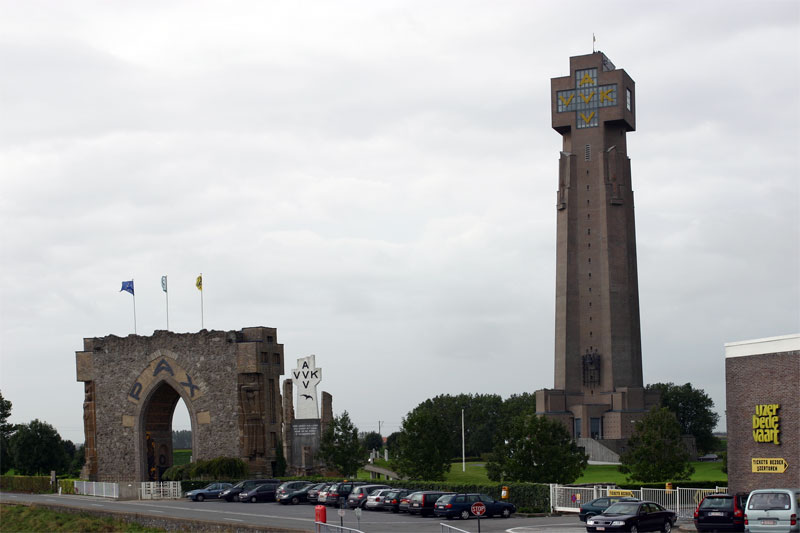
Am IJzertoren, dem Turm beim Fluss Yser (niederländisch IJzer), findet alljährlich die IJzerbedevaart statt.

Die IJzerbedevaart ist eine Wallfahrt, die einmal im Jahr in der westflämischen Stadt Diksmuide abgehalten wird. Zeitpunkt ist stets der letzte Sonntag im August. Sie erinnert an die Toten des Ersten Weltkrieges und ist zugleich eine bedeutende Kundgebung der Flämischen Bewegung.
Zeitweise entwickelte die ursprünglich katholisch-konservative Veranstaltung sich auch zu einem Treffen europäischer Rechtsextremisten. In den 1990er Jahren kam es zum Bruch des rechtsnationalistischen Flügels der IJzerbedevaart-Organisatoren mit dem gemäßigten, und die mit Vlaams Belang verbundenen Rechtsnationalen organisieren seitdem ein eigenes Treffen.
Das IJzerbedevaartcomité selbst bemüht sich um eine breitere gesellschaftliche Öffnung und distanziert sich von Gewalt und Radikalismus. Die Teilnehmerzahlen sind stark rückläufig; waren es in den 1990er Jahren noch etwa zehntausend Teilnehmer, so sind mittlerweile wenige tausend normal. Der belgische De Standaard beschrieb die Veranstaltung 2009 als eine Mischung von pazifistischem Gedenken und flämischer Demonstration mit Gesang und Reden, einer Messe, einer Wanderung zu historischem Erbe, Floßfahrt und Wettlaufen. Anwesend seien viele Senioren.

## Geschichte

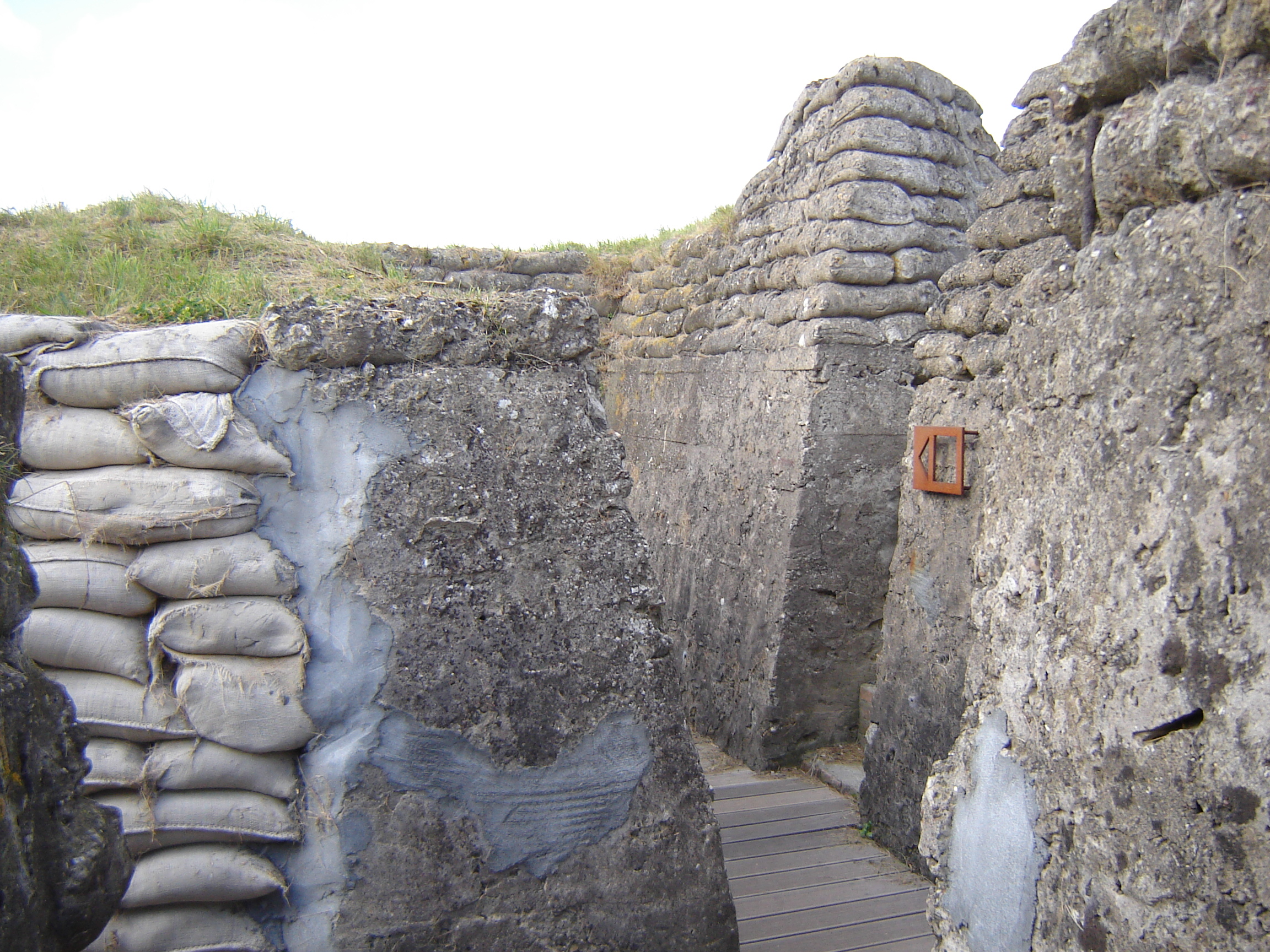
Teil des „Totengangs“ in Diksmuide, ein übriggebliebener Schützengraben des Ersten Weltkrieges und jetzt Mahnmal.

### Ursprung und Flämische Bewegung
Die IJzerbedevaart, benannt nach dem nahe gelegenen Fluss Yser (niederländisch IJzer), fand zuerst 1920 in Steenkerke statt. Dabei pilgerte man zum Grab des gefallenen Künstlers Joe English. In den folgenden Jahren zog man in andere Orte, seit 1925 finden die Wallfahrten stets in Diksmuide statt. Dort waren im Krieg viele Soldaten umgekommen. Organisator war und ist bis heute das IJzerbedevaartcomité. In der Zeit bis 1940 wurde die IJzerbedevaart zum wichtigsten Ausdruck der Flämischen Bewegung. Der IJzertoren wurde 1930 eingeweiht.
Im Zweiten Weltkrieg gab es keine Massenwallfahrten, sondern nur geschlossene Kundgebungen, die über das Radio zu hören waren. 1946 sprengten Unbekannte den IJzertoren, vermutet wurden unter anderem belgische Nationalisten, die ein Symbol flämischen Unabhängigkeitsstrebens zerstören wollten. Der Turm wurde in neuer Form wiederaufgebaut.

### Rechtsextremistische Beteiligung
Seit den 1970er und verstärkt den 1980er Jahren reisten Rechtsextremisten an, auch aus anderen Ländern Europas. Ein Spiegel-Redakteur schrieb 1982 von der „Nazi-Internationale im belgischen Diksmuide“ und berichtete von fremdenfeindlichen Sprüchen und Symbolen sowie von einem Büchertisch der NPD: „In Diksmuide trifft sich einmal im Jahr die Internationale der verfemten, aber gerade noch legalen Rechten, denen demokratische Opposition zu dekadent und Bombenlegen zu gefährlich ist.“ Gefährlich sei es hingegen, dort Französisch zu sprechen.

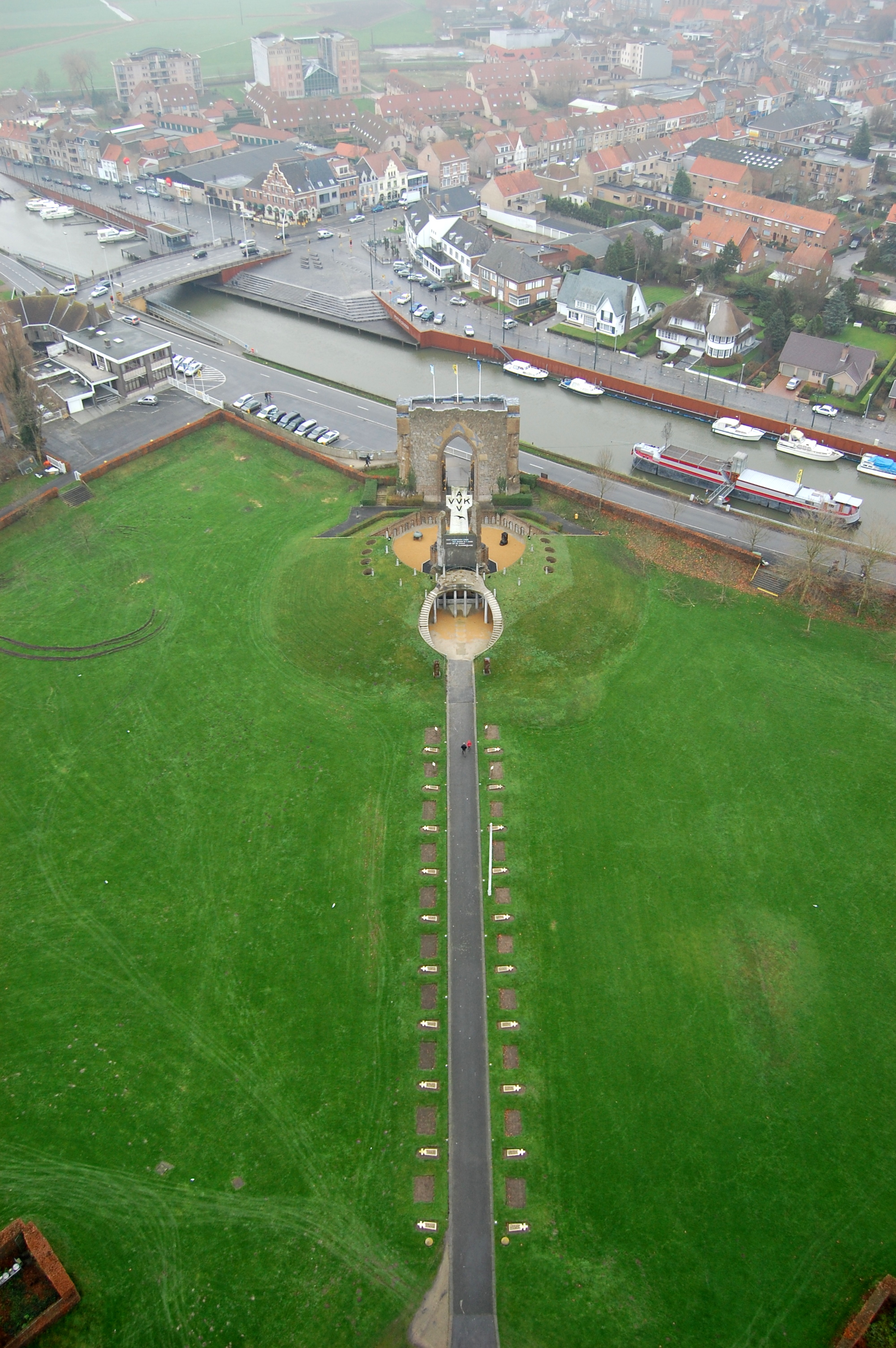
Blick vom Turm auf das Veranstaltungsgelände

1994 kam es im Bundestag zu einer Kleinen Anfrage der Abgeordneten Ulla Jelpke und der Gruppe der PDS/Linke Liste mit der Überschrift "Dreitägiges Zusammentreffen von europäischen neofaschistischen Organisationen in Diksmuide (Belgien)", die am 10. Oktober 1994 beantwortet wurde. Am 28. November 2019 lautet die Zwischenüberschrift in einem Zeit Artikel, der Fachjournalisten Christian Fuchs, Astrid Geisler, Anton Maegerle und Tilman Steffen, über den ehemaligen Neonazi und heutigem Brandenburger AfD-Vorsitzenden Andreas Kalbitz, "Ein junger Mann im Gewühl in Diksmuide". In dem Artikel geht es um die Teilnahme von damaligen Neonazi Andreas Kalbitz an der IJzerbedevaart 1994.
1995 gab es am Vorabend der IJzerbedevaart eine Schlacht zwischen dreihundert Neonazis (darunter zweihundert Ausländer) und der Polizei mit mehreren Verletzten. Rechtsextremistische Symbole und Propagandamaterialien wurden beschlagnahmt. Auf der Bedevaart selbst distanzierte der Vorsitzende des IJzerbedevaartcomité Lionel Vandenberghe sich vor etwa zehntausend Teilnehmern von den Radikalen. Diese wiederum, knapp viertausend Menschen, versammelten sich am anderen Ufer der Yser, gegenüber der Wiese der IJzerbedevaart.
1996 stürmten Anhänger des Vlaams Blok das Podium während der Kundgebung, was zum Bruch des IJzerbedevaartcomités mit dem rechten Flügel führte. Dieser hatte bereits zuvor gegen die Öffnung der Veranstaltung für ein breiteres Publikum mit Konzerten protestiert.
Am 28. August 2000 erschien in der Tageszeitung Die Welt der Artikel Ein Hochamt für den flämischen Nationalismus von Andreas Middel, der mit dem Satz „Die jährliche Ijser-Wallfahrt in Belgien soll die Toten des Ersten Weltkrieges ehren – und ist zum Mekka für Rechtsextreme geworden“ beginnt.

### Öffnung nach den 1990er Jahren
Einer Zeitung zufolge zählte 2002, als der Vlaams Blok ganz wegblieb, die Polizei fünftausend Teilnehmer, das IJzerbedevaartcomité sieben- bis achttausend. Die Rechtsradikalen am anderen Ufer der Yser waren zu vierhundert; dieses Treffen hat sich seit 2003 unter dem Namen IJzerwake etabliert.
Seit 2000 öffnet die IJzerbedevaart sich den Flamen ausländischer Herkunft. 2006 sprach bei der Veranstaltung Mohammed El Omari. 2008 wurde das Tagesprogramm erweitert: Aktivitäten an verschiedenen Orten, Radtouren, Wanderungen, Straßentheater und Oldtimer-Flugzeuge sollen wieder mehr Leute zur IJzerbedevaart locken. Weiterhin wird die Eucharistie gefeiert. Es kamen mehrere tausend Menschen; in der Vergangenheit waren es mehrere zehntausend gewesen. Außer dem Ministerpräsidenten der Region Flandern sprechen vor allem Politiker der Christdemokraten sowie der beiden liberal-nationalen Parteien, Nieuw-Vlaamse Alliantie und Sociaal-liberale Partij.
Das IJzerbedevaartcomité unterstützt seit 2004 die Forderung nach einem unabhängigen Flandern als Mitglied der Europäischen Union; zuvor verlangte es nur verstärkte Autonomie.

## Ideen und Symbole

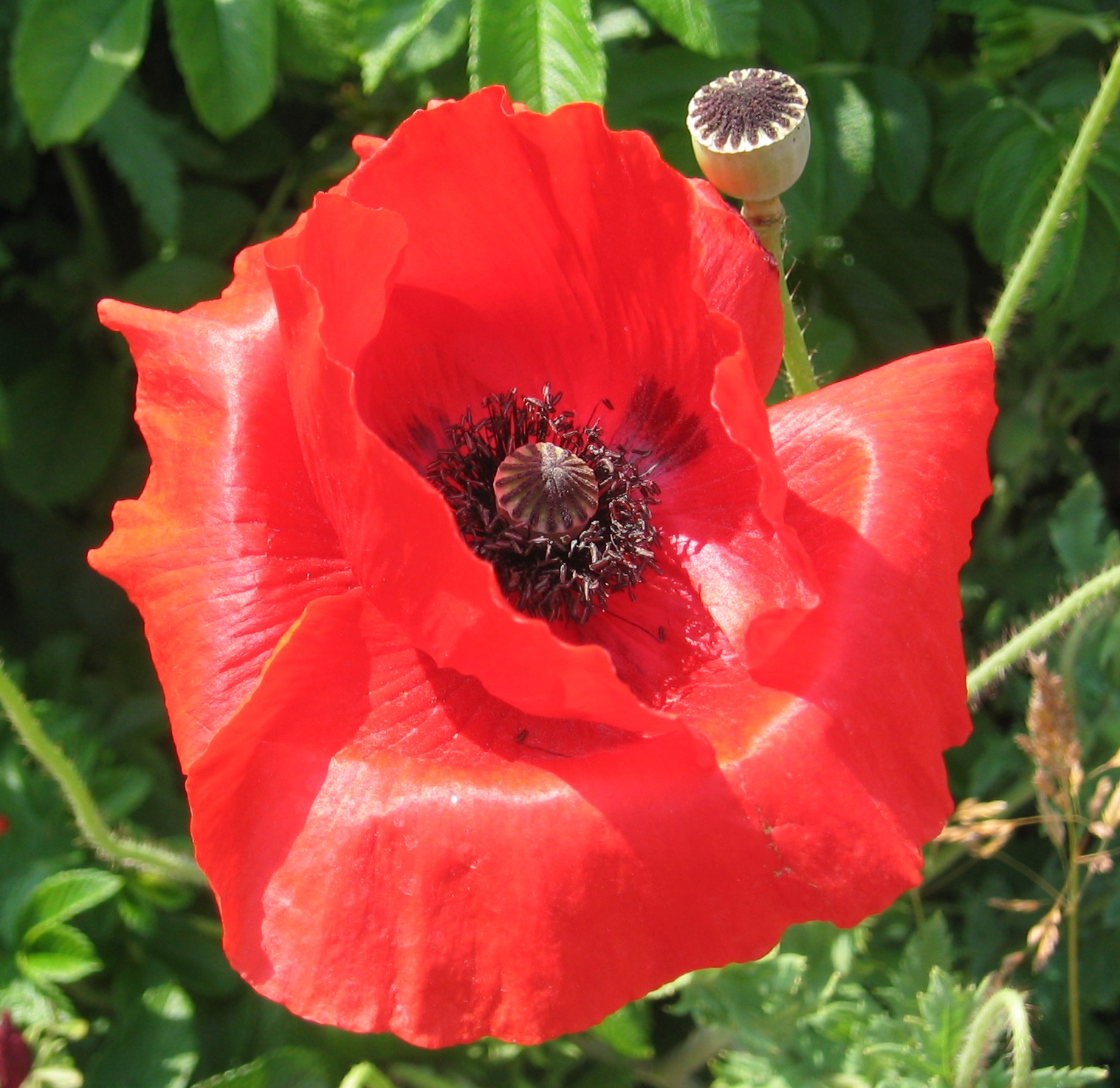
Die Mohnblume ist das Symbol der Soldaten, die an der Yser gefallen sind.

Grundgedanke der IJzerbedevaart war die Erinnerung an das Schicksal der flämischen Soldaten, die von ihren französischsprachigen Offizieren schlecht behandelt worden seien. Daher ist die Erinnerung an die Toten des Ersten Weltkrieges stark mit dem Streben nach flämischer Eigenständigkeit verbunden. Die IJzerbedevaart ist damit nicht nur eine der wenigen noch existierenden Gedenkveranstaltungen an den Ersten Weltkrieg: Ungewöhnlicherweise hat eine nationalistische Bewegung sich nicht militaristisch, sondern pazifistisch entwickelt.
Oben auf dem IJzertoren steht AVV – VVK als Abkürzung für Alles voor Vlaanderen – Vlaanderen voor Kristus. An der Westseite ist Nie wieder Krieg in vier Sprachen zu lesen. Motto der IJzerbedevaart war ferner Nooit meer Oorlog, Zelfbestuur en Godsvrede (Nie mehr Krieg, Autonomie und Gottesfrieden) und später Vrede, Vrijheid en Verdraagzaamheid (Frieden, Freiheit und Toleranz).
Die Jahresmottos spiegeln die nationalistisch-pazifistische Ambivalenz des Treffens, aber auch die zeithistorischen Akzentsetzungen wider. Einige Beispiele:
- 1920: Huldigung für Joe English
- 1925: Nach Flanderns Totenfeld
- 1939: Hier unser Blut, wann unser Recht?
- 1962: Flandern zuerst
- 1967: Frieden unter den Menschen, den Völkern, den Flamen
- 1975: Die Niederen Lande, unser Vaterland
- 1984: Volk, werde Staat
- 1987: Flandern eins, Flandern zuerst
- 2000: Flämischer Staat – in der Welt zuhause
- 2002: Gemeinsam Zukunft gestalten
- 2003: Ein buntes Flandern in einer bunten Welt
- 2009: Flandern ist für alle da
- 2020: Bereit für die Zukunft

Der Vorsitzende des IJzerbedevaartcomité Walter Baeten ging in seiner Eröffnungsrede 2008 auf aktuelle militärische Konflikte in aller Welt ein und sprach mit Blick auf den Georgienkonflikt von der Art, wie Großmächte mit dem Selbstbestimmungsrecht anderer Völker umgingen. Er verurteilte die Produktion und die Verbreitung von Waffen und forderte eine großzügige Asylpolitik in Europa. Belgien solle seine Soldaten aus Afghanistan abziehen.
Innenpolitisch ging er auf den Wahlkreis Brüssel-Halle-Vilvoorde ein, der geteilt werden solle, um einer angeblichen Ausbreitungsstrategie der Französischsprachigen entgegenzuwirken. Das Projekt eines föderalen Belgiens sei gescheitert, das heutige Belgien müsse gründlich reformiert oder aber aufgelöst werden.